# Едвард Григ
Едвард Хагеруп Григ (на норвежки: Edvard Hagerup Grieg) е норвежки композитор, пианист и диригент, представител на романтизма.
Първият учител по музика на младия Едвард е неговата майка – тя му предава любовта към музиката и му разкрива красотата на норвежките народни песни. На 15 години, по съвет на най-големия за това време норвежки цигулар Уле Бул, Едвард заминава да учи в консерваторията в Лайпциг. Там той започва да композира, като влияние върху стила му оказват композитори като Шуман и Менделсон.
На 21-годишна възраст Григ среща композитора-националист Рикард Нордрок, по чието внушение започва да вплита в музиката си елементи от норвежкия фолклор. По тази причина критиците по-късно ще нарекат Григ „гласа на Норвегия“. През 1867 г. той се жени за братовчедка си Нина Хагеруп, изпълнителка на много от песните, които той композира. Впоследствие двамата се установяват в Осло (по това време, Християния), където Григ работи като музикален педагог.
През 1874 г. норвежкото правителство отпуска на Григ пенсия, която го освобождава от материални притеснения и му позволява да се отдаде на творчеството си. Удостоен е и с почетни докторски степени от Кеймбриджкия (1894) и Оксфордския университет (1907).
Григ композира голям брой романси, песни и клавирни пиеси, елегични мелодии („Сърдечни рани“ и „Последна пролет“) и камерни творби (соната за пиано, соната за виолончело и пиано, три сонати за цигулка и пиано, струнен квартет). Към големите музикални форми обаче Григ не проявява интерес. По-мащабните му произведения са Концерт за пиано в Ла минор (1868), „Норвежки танци“ за симфоничен оркестър (1881), сюитата „Из времето на Холберг“ за струнен оркестър, както и с двете сюити по пиесата на Хенрик Ибсен „Пер Гинт“ (1888 и 1891 г.), написани по молба на самия драматург.